# Guatemaltekische Billie-Jean-King-Cup-Mannschaft
|                                                     |
| Teilnahmen der guatemaltekischen Fed-Cup-Mannschaft |

Die guatemaltekische Billie-Jean-King-Cup-Mannschaft ist die Nationalmannschaft von Guatemala, die im Billie Jean King Cup eingesetzt wird. Der Billie Jean King Cup (bis 1995 Federation Cup, 1996 bis 2020 Fed Cup) ist der wichtigste Wettbewerb für Nationalmannschaften im Damentennis, analog dem Davis Cup bei den Herren.

## Geschichte
Erstmals am Billie Jean King Cup teilgenommen hat Guatemala 1992. Der bislang größte Erfolg war der Aufstieg in die Kontinentalgruppe I 2017.

## Teamchefs (unvollständig)
- Anthony Benjamin Vasquez Rodas, seit 2011

## Bekannte Spielerinnen der Mannschaft
| Spielerinnen    | Einsätze | Einsätze | Einsätze   |
| Spielerinnen    | erster   | letzter  | Bilanz S/N |
| --------------- | -------- | -------- | ---------- |
| Andrea Weedon   | 2009     | 2018     | 31:19      |
| Gabriela Rivera | 2018     | 2018     | 0:2        |
| Melissa Morales | 2008     | 2018     | 14:8       |